# Svenska serien i ishockey 1939/40
Die Saison 1939/40 war die fünfte Spielzeit der Svenska serien i ishockey, der höchsten schwedischen Eishockeyspielklasse. Meister wurde Hammarby IF. Der Nacka SK und Södertälje IF stiegen in die zweite Liga ab.

## Modus
In der Hauptrunde absolvierte jeder der acht Mannschaften insgesamt 14 Spiele. Der Erstplatzierte der Hauptrunde wurde Meister. Die beiden Letztplatzierten stiegen direkt in die zweite Liga ab. Für einen Sieg erhielt jede Mannschaft zwei Punkte, bei einem Unentschieden gab es einen Punkt und bei einer Niederlage null Punkte.

## Hauptrunde
|    | Klub          | Sp | S  | U | N | T  | GT | Punkte |
| -- | ------------- | -- | -- | - | - | -- | -- | ------ |
| 1. | Hammarby IF   | 14 | 10 | 3 | 1 | 47 | 13 | 23     |
| 2. | AIK Solna     | 14 | 9  | 3 | 2 | 50 | 16 | 21     |
| 3. | IK Göta       | 14 | 7  | 4 | 3 | 27 | 17 | 18     |
| 4. | Södertälje SK | 14 | 6  | 1 | 7 | 20 | 25 | 13     |
| 5. | Karlbergs BK  | 14 | 5  | 1 | 8 | 30 | 39 | 11     |
| 6. | IK Sture      | 14 | 4  | 3 | 7 | 23 | 37 | 11     |
| 7. | Nacka SK      | 14 | 3  | 2 | 9 | 25 | 49 | 8      |
| 8. | Södertälje IF | 14 | 2  | 3 | 9 | 12 | 39 | 7      |

Sp = Spiele, S = Siege, U = Unentschieden, N = Niederlagen